# Paul Yoshigoro Taguchi
Paul Yoshigoro Kardinal Taguchi (Japans: パウロ 田口 芳五郎, Pauro Taguchi Yoshigorō) (Sotome (Nagasaki), 20 juli 1902 - Osaka, 23 februari 1978) Was een Japans kardinaal en aartsbisschop van Osaka.
Taguchi studeerde katholieke theologie en filosofie in Rome. Op 22 december 1928 werd hij tot priester gewijd en na enige vervolgstudies ging hij in 1931 werken in het aartsbisdom Tokio en als docent aan het seminarie van Tokio. Van 1936 tot 1940 was hij secretaris van de apostolisch delegaat voor Japan. In 1940 benoemde paus Pius XII hem tot apostolische administrator en in 1941 tot bisschop van Osaka. Van 1941 tot 1962 was hij ook bestuurder van de apostolische prefectuur Shikoku. Van 1962 tot 1965 nam Taguchi deel aan het Tweede Vaticaans Concilie.
Tijdens het consistorie van 5 maart 1973 werd hij door paus Paulus VI verheven tot kardinaal-priester. Zijn titelkerk werd de Santa Maria in Via. Kardinaal Taguchi overleed op 23 februari 1978. Hij werd bijgezet in de kathedraal van Osaka.